# フェイス/オフ
『フェイス/オフ』（Face/Off）は、ジョン・ウー監督のアクション映画。1997年に制作され、アメリカに進出したジョン・ウーの出世作。『男たちの挽歌』、『レッドクリフ』、『ミッション:インポッシブル2』などと並ぶ彼の代表作の一つである。

## 解説
ジョン・ウーが、ハリウッド進出して初めて「自分の好きな様に撮れた」と誇るアクション作品。
- 二丁拳銃
- 戦闘中に飛ぶ白い鳩（『空中を白い鳩が舞う→銃撃戦が始まる』という方程式）
- 同時に拳銃を向け合う2人の人物（メキシカン・スタンドオフ）
- 連続したカット割りからのスローモーション
- 兄弟愛、親子愛
- マフィアによる抗争

序盤のチェイス・シーンでは、セットではない本物の滑走路での中型ジェット機と捜査車輌を使用している。メイン・テーマは『自分自身の証明』という哲学的なもの。
ニコラス・ケイジとジョン・トラヴォルタの秀逸な一人二役の演技も話題となった。特にトラヴォルタの役はトラボルタの出演作である2013年の『キリングゲーム』一般試写会にてショウゲートが行ったアンケート“好きなトラボルタ作品”で1位を得るほど高い支持を得ている。

## あらすじ
FBI捜査官のショーン・アーチャーは6年前、遊園地でテロリストのキャスター・トロイに狙撃され、アーチャーの体を貫通した弾丸はその幼い息子マイケルの命を奪った。一命を取り留めたアーチャーはそれ以来、キャスターの行方を執念深く追い、やがて彼が弟ポラックスとともに空港から逃亡を図るとの情報を掴み、罠を張って激戦の末に逮捕する。
ついに宿敵を逮捕したアーチャーだが、キャスターがロサンゼルスに細菌爆弾を仕掛けていたことが判明。キャスターは激戦の負傷で植物状態、ポラックスは話をはぐらかし、爆弾の在り処を聞き出すことができない。周りの人間はキャスターを知り尽くしているアーチャーに最新医療の技術を用いた整形や移植手術でキャスターの顔を自分に移植してキャスターになりすまし、ポラックスが収監されているエアワン刑務所に入獄して兄として情報を聞き出すことを考える。アーチャーは家族はおろか局長にさえも隠し、むしろ騙したことになり、そして味方や支えとなってくれる人間が実質的にいないに等しい極秘任務をすることになることから、さらなる精神的苦痛を感じて苦慮するが、覚悟を決め、キャスターの顔に整形をし入獄した。有名なテロリストであり、獄中でも確執で敵が多かったことから、騒ぎになることがあったものの、ポラックスから情報を聞き出すことに成功する。アーチャーは成功したことでほくそ笑んだが、ある日、キャスターがアーチャーの顔で刑務所の面会にやって来た。
キャスターは麻酔切れとともに蘇生し、部下を引き連れて医者を脅し、アーチャーの顔を自分へ移植させたうえ、自分とアーチャーの整形に関係したすべての人間を抹殺してしまったのだ。彼はポラックスを釈放し、自分で仕掛けた爆弾を（アーチャーとして）自ら解除し英雄となった。自分の顔や地位、家族までも奪われた本物のアーチャー（キャスターの顔）は、キャスター（アーチャーの顔）に復讐をはたすべく脱獄を果たす。そしてアーチャー（キャスターの顔）が生き延びたことを悟ったキャスター（アーチャーの顔）もまた、迎え撃つことを考える。一方、アーチャー（キャスターの顔）はまずはキャスターのアジトに潜入する。
アーチャー（キャスターの顔）とキャスター（アーチャーの顔）は、入れ替わった先で互いの家族と交流を重ねていく。キャスター（アーチャーの顔）はアーチャーの妻と娘、アーチャー（キャスターの顔）はキャスターの愛人と息子と。お互いにお互いの関係者とかかわった彼らは、互いに本人のせいで起こっていた不和を解消していくかのように思われた。
しかしアジトはキャスター（アーチャーの顔）指揮の元、警官隊に包囲され銃撃戦となった。キャスター（アーチャーの顔）とアーチャー（キャスターの顔）の戦いの中、ポラックスが死亡。弟の死を悲しむキャスター（アーチャーの顔）は、逃げ切ったアーチャー（キャスターの顔）への怒りを募らせる。アーチャー（キャスターの顔）は自分の家に侵入し、怯える妻に自分が本物のアーチャーであることを力説する。医師でもある妻は、夫になりすましているキャスター（アーチャーの顔）の血液型がAB型で、夫のO型ではないことを知り、自分と夫しか知り得ない2人の恋のエピソードを語るアーチャー（キャスターの顔）が本物の夫であると確信した。
そして、それぞれの家族を巻き込みながらの、キャスター（アーチャーの顔）とアーチャー（キャスターの顔）の攻防戦が始まる。

## キャスト
- ショーン・アーチャー - ジョン・トラヴォルタ
主人公。血液型はO。6年前に息子をキャスターに殺害され、捕まえることに心血を注ぐ。善良で正義感が強いが、切羽詰まった状況では粗暴な態度や語気になることも多く、気性が激しい一面もある。格闘術と身のこなしに長けている。
序盤ではキャスターを倒すことに成功するが、彼の弟ポラックスが作った細菌兵器を解除するために、彼が唯一心を開いているキャスターに整形してなりすまし、収容されている刑務所に潜入する。しかし、ポラックスから情報を聞き出した矢先に本来の自分の顔をしたキャスターが現れ、自分（キャスター）の極秘任務の関係者を殺害したことを告げられる。どのように脱獄するかを考えた末に、脱獄防止のための装備を取れるのは処罰室に行く時だと聞き、わざと騒動を起こし処罰室に行く。そこで一緒にいたデュボフと暴れ、さらには囚人たちを巻き込んで、どさくさにまぎれて脱獄する。
- キャスター・トロイ - ニコラス・ケイジ
血液型はAB。アーチャーを殺害しようと狙撃をした際に貫通をした弾が偶然、同じ射程にいた彼の息子に当たり殺害したことから、アーチャーの恨みを買い、追われることとなる[注 1]。下品で粗野な言動や性格に反し、謀略に長け、先手を打った行動で相手の出鼻を挫くなど頭が切れる。老若男女問わず、親友さえも躊躇なく殺害する極悪人だが、弟のポラックスに対する愛情は本物であり、大きな失態をしても笑って許し、死亡した際には打ちひしがれていた。腕っぷしも強く切れのよい動きも多々あったが、アーチャーには劣るところがあった。
自家用ジェットを用いて国外逃亡を企てるが、情報をつかんだアーチャー率いるFBIに先手を打たれ、カーチェイスを繰り広げる。乗っていた飛行機を破壊され、近くにあった格納庫へと突っ込んでしまい、そこでアーチャーと対戦するが、劣勢に追い込まれ、最後はジェット機の噴射を使ったアーチャーの奇策により吹き飛ばされて壁に激突して、敗北する。その後は植物状態に陥り、麻酔を打たれて仮死状態になっていたが、麻酔が切れたところで復活。自分の顔をとられたことを知ったことで当事者たちの元へ行き、自分の顔にアーチャーの顔をつけさせた後で関係者たちを殺害。そしてキャスターとして収容されているアーチャーに会いに行き、ポラックスを司法取引という名目で脱獄させ、ひとまずはアーチャーとして自由を得る。
- イヴ・アーチャー - ジョアン・アレン
ショーンの妻。仕事にかまける夫を訝しむこともあるが、夫婦仲は良好。ベジタリアン。
- サーシャ・ハスラー - ジーナ・ガーション
キャスターの内縁の妻。息子がいる。
- ポラックス・トロイ - アレッサンドロ・ニヴォラ
キャスターの弟。非人道的なキャスターから寵愛を受けている人物でもあり、ポラックスも兄を慕っていた。子供っぽさを残した眼鏡をかけた青年だが、兄同様の極悪人。菌兵器を作るなど優秀な頭脳を持っているが、兄とは違い謀略に長けているとはいえず、彼の考えた立案の殆どは兄に却下されることも少なくなかった[注 2]。
- ディートリッヒ・ハスラー - ニック・カサヴェテス
サーシャの兄でキャスターの古き知り合い。スキンヘッドが特徴。ドラッグを売りさばく犯罪者であるが、身内に対する愛想は良く、仲間想いの男性。
- ジェイミー・アーチャー - ドミニク・スウェイン
ショーンとイヴの娘。弟のマイケルを失った悲しみから不良となってしまい、素行不良や奇抜な格好などで両親を困らせていた。情緒不安定なところがある。ショーンとキャスターの最終決戦では父の危機を見たことで温情を取り戻した。一方で、ボーイフレンドに無理やりキスされそうになった際にショーン(中身はキャスター)に助けられ、皮肉にも弟の仇から暴力の意味とナイフの使い方を教授される。
- ヴィクター・ラザロ - ハーブ・プリズネル
FBI支部局長。アーチャーの上司。キャスターとポラックスの危険性を理解できていなかった。
- ウォルシュ医師 - コルム・フィオール
特殊班の研究責任者。アーチャーにキャスターの顔を移植させ、そしてキャスターにアーチャーの顔を移植させることになった。
- ティト・ビオンディ - ロバート・ウィズダム
アーチャーの部下で親友。入れ替わりの極秘任務を知っている数少ない理解者の一人だったが、それだけにキャスターに口封じで殺害された。アーチャーからは結婚指輪を預けられるほど信頼されていた仲だったが、指輪もキャスターに奪われてしまう。
- ホリス・ミラー - CCH・パウンダー
FBI職員。キャスターとアーチャーの外見入れ替わり任務の提案者。ティトと共に殺害される。
- ウォルトン - ジョン・キャロル・リンチ
エアワン刑務所の看守。
- バズ - ジェームズ・デントン
アーチャーの部下のFBI捜査官。
- ルーミス - マット・ロス
FBIの捜査官。冒頭の格納庫でトロイたちと銃撃戦を繰り広げ、耳を撃たれる。
- バーク・ヒックス - トーマス・ジェーン
国連事務総長を恐喝したことでアーチャーに逮捕され、現在はエアワン刑務所に収監されている。キャスターには一目置いており、騒動を起こした時にはほめたたえて歓喜した。パーマの髪にメガネが特徴。
- デュボフ - クリス・バウアー
エアワン刑務所の囚人。キャスターに妻と妹を寝とられ、恨みを持っている。キャスター（アーチャー）に「妻とも妹とも寝てない」と言われたことで、活気を出し、キャスター（アーチャー）と共に騒動を起こす。しかし、銃で撃たれて転落してしまう[注 3]。
- ウィンタース - ローレン・シンクレア

冒頭、チャーター機の搭乗員を装っていたが正体はFBI捜査官。アーチャーたちが現場に現れると正体を明かしてキャスターに銃を向けるものの、ポラックスに殴られ失敗。撃たれた上に飛行機から滑走路に落とされて死亡。
- フィッチ
- カール - ダニー・マスターソン
ジェイミーのボーイフレンド。
- レオ（キャスターの手下） - トミー・フラナガン
- ラース（キャスターの手下）
- アダム・ハスラー - デイビット・マッカーリー
キャスターとサーシャの息子。ショーン自身が亡くなった息子と照らし合わせていたこと、そしてサーシャも亡くなる前に遺言で養育を頼んだことから、ラストでアーチャー家に養子として迎えられる。
- マイケル・アーチャー - マイルス・ジェフリー
ショーンの息子。キャスターに狙撃されて死んでしまう。作中での墓石によると誕生日は1986年10月19日、命日は1991年9月24日。

## 日本語吹替
| 役名                       | 俳優                     | 日本語吹替                                                                          | 日本語吹替                           | 日本語吹替                     | 日本語吹替                                         |  |
| 役名                       | 俳優                     | ソフト版                                                                            | フジテレビ版                         | テレビ朝日旧版                 | テレビ朝日新版                                     |  |
| -------------------------- | ------------------------ | ----------------------------------------------------------------------------------- | ------------------------------------ | ------------------------------ | -------------------------------------------------- |  |
| ショーン・アーチャー       | ジョン・トラボルタ       | 神谷明                                                                              | 江原正士                             | 磯部勉                         | 磯部勉                                             |  |
| キャスター・トロイ         | ニコラス・ケイジ         | 大塚明夫                                                                            | 大塚芳忠                             | 山路和弘                       | 大塚明夫                                           |  |
| イブ・アーチャー           | ジョアン・アレン         | 一柳みる                                                                            | 藤田淑子                             | 小野洋子                       | 渡辺美佐                                           |  |
| ポラックス・トロイ         | アレッサンドロ・ニヴォラ | 家中宏                                                                              | 平田広明                             | 佐久田脩                       | 佐久田脩                                           |  |
| サーシャ・ハスラー         | ジーナ・ガーション       | 塩田朋子                                                                            | 塩田朋子                             | 唐沢潤                         | 日野由利加                                         |  |
| ジェイミー・アーチャー     | ドミニク・スウェイン     | 津村まこと                                                                          | 川上とも子                           | 小林沙苗                       | 落合るみ                                           |  |
| ディートリッヒ・ハスラー   | ニック・カサヴェテス     | 掛川裕彦                                                                            | 谷口節                               | 有本欽隆                       | 中田和宏                                           |  |
| ホリス・ミラー             | CCH・パウンダー          | 宮寺智子                                                                            | 磯辺万沙子                           | 磯辺万沙子                     | 磯辺万沙子                                         |  |
| ウォルシュ医師             | コルム・フィオール       | 石田圭祐                                                                            | 納谷六朗                             | 千田光男                       | 田原アルノ                                         |  |
| ワンダ・チャン             | マーガレット・チョー     |                                                                                     | 水田わさび                           | 喜田あゆ美                     | 喜田あゆ美                                         |  |
| ヴィクター・ラザロ         |                          | 加藤精三                                                                            | 小島敏彦                             | 糸博                           | チョー                                             |  |
| ティト・ビオンディ         | ロバート・ウィズダム     | 廣田行生                                                                            | 屋良有作                             | 立木文彦                       | 木村雅史                                           |  |
| ウォルトン                 | ジョン・キャロル・リンチ | 石塚運昇                                                                            | 楠見尚己                             | 辻親八                         | 楠見尚己                                           |  |
| バズ                       | ジェームズ・デントン     |                                                                                     | 中田和宏                             | 山野井仁                       | 山野井仁                                           |  |
| ルーミス                   | マット・ロス             |                                                                                     | 樫井笙人                             | 樫井笙人                       | 樫井笙人                                           |  |
| バーク・ヒックス           | トーマス・ジェーン       | 成田剣                                                                              | 古田信幸                             | 古田信幸                       | 古田信幸                                           |  |
| デュボフ                   | クリス・バウアー         | 乃村健次                                                                            | 塩屋浩三                             | 谷昌樹                         | 谷昌樹                                             |  |
| ウィンタース               |                          |                                                                                     | 金野恵子                             | 榎本智恵子                     |                                                    |  |
| 医師                       |                          |                                                                                     | 千田光男                             | 石井隆夫                       |                                                    |  |
| レポーター                 |                          |                                                                                     |                                      | 呉林卓美                       |                                                    |  |
| フィッチ                   |                          | 伊藤栄次                                                                            | 大川透                               | 青山穣                         |                                                    |  |
| カール                     |                          | 五島慎                                                                              | 田尻ひろゆき                         | 田尻ひろゆき                   |                                                    |  |
| レオ（キャスターの手下）   |                          |                                                                                     |                                      |                                |                                                    |  |
| ラース（キャスターの手下） |                          |                                                                                     | 星野充昭                             |                                |                                                    |  |
| アダム                     |                          |                                                                                     | 三浦智子                             | 浅井清己                       |                                                    |  |
| その他                     | N/A                      | 堀越真己 坂口賢一 山崎優 堀川仁 中博史 大川透 青柳ミエ 服部幸子 後藤史彦 藤巻恵理子 |                                      |                                | 八十川真由野 石井隆夫 江川大輔 岡本章子 津々見沙月 |  |
|                            |                          |                                                                                     |                                      |                                |                                                    |  |
| 翻訳                       | 翻訳                     | 佐藤恵子                                                                            | 松崎広幸                             | 松崎広幸                       | 松崎広幸                                           |  |
| 演出                       | 演出                     | 福永莞爾                                                                            | 伊達康将                             | 伊達康将                       | 伊達康将                                           |  |
| 調整                       | 調整                     | 荒井孝 吉田佳代子                                                                   | 荒井孝                               | 高久孝雄                       | 高久孝雄                                           |  |
| 録音                       |                          | 荒井孝 吉田佳代子                                                                   |                                      |                                |                                                    |  |
| 効果                       | 効果                     |                                                                                     |                                      | リレーション                   | サウンドボックス                                   |  |
| 録音制作                   | 録音制作                 | 東北新社                                                                            |                                      |                                |                                                    |  |
| 制作監修                   | 制作監修                 | 岡本企美子                                                                          |                                      |                                |                                                    |  |
| 制作                       | 制作                     | DISNEY CHARACTER VOICES INTERNATIONAL, INC.                                         | 東北新社                             | オムニバス・ジャパン           | 東北新社                                           |  |
| 初回放送日                 | 初回放送日               | 2017年4月25日 『午後のロードショー』                                                | 2000年12月9日 『ゴールデン洋画劇場』 | 2002年7月28日 『日曜洋画劇場』 | 2004年12月19日 『日曜洋画劇場』                    |  |

- 終盤で喉に埋め込まれたマイクロチップが破壊され、キャスターの顔に整形したショーンに元の声が戻る展開があるが、日本語吹き替えではソフト版以外この演出は再現されていない。

## 評価
レビュー・アグリゲーターのRotten Tomatoesでは87件のレビューで支持率は92%、平均点は7.80/10となった。Metacriticでは26件のレビューを基に加重平均値が82/100となった。

## その他
- ジョン・ウーは演出時に、トラヴォルタにはケイジの演技VTRを見せ、ケイジにはトラヴォルタのVTRを見せ、互いの特徴や癖を研究するように指示した。
- ジョン・ウーが監督を引き受ける条件として、当初は濃かったSF色が大幅に削減された。
- 中盤の激しい銃撃戦のさなかにオリビア・ニュートン＝ジョン歌唱の「虹の彼方に」が流れる対位法のシーンがある。これは脚本には書かれておらず、ジョン・ウー自身のアイデアである。またこの曲の著作権使用料をスタジオ側が拒否し、ジョン・ウー自身が支払った。このシーンが効果的だったことを認めたスタジオ側は、後にジョン・ウーの自己負担分を補填した。
- 登場人物の名前がアーチャーは射手座、キャスターとポラックスは双子座の兄弟の名前からと、12星座に由来している。